# Elin Larsson Forkelid

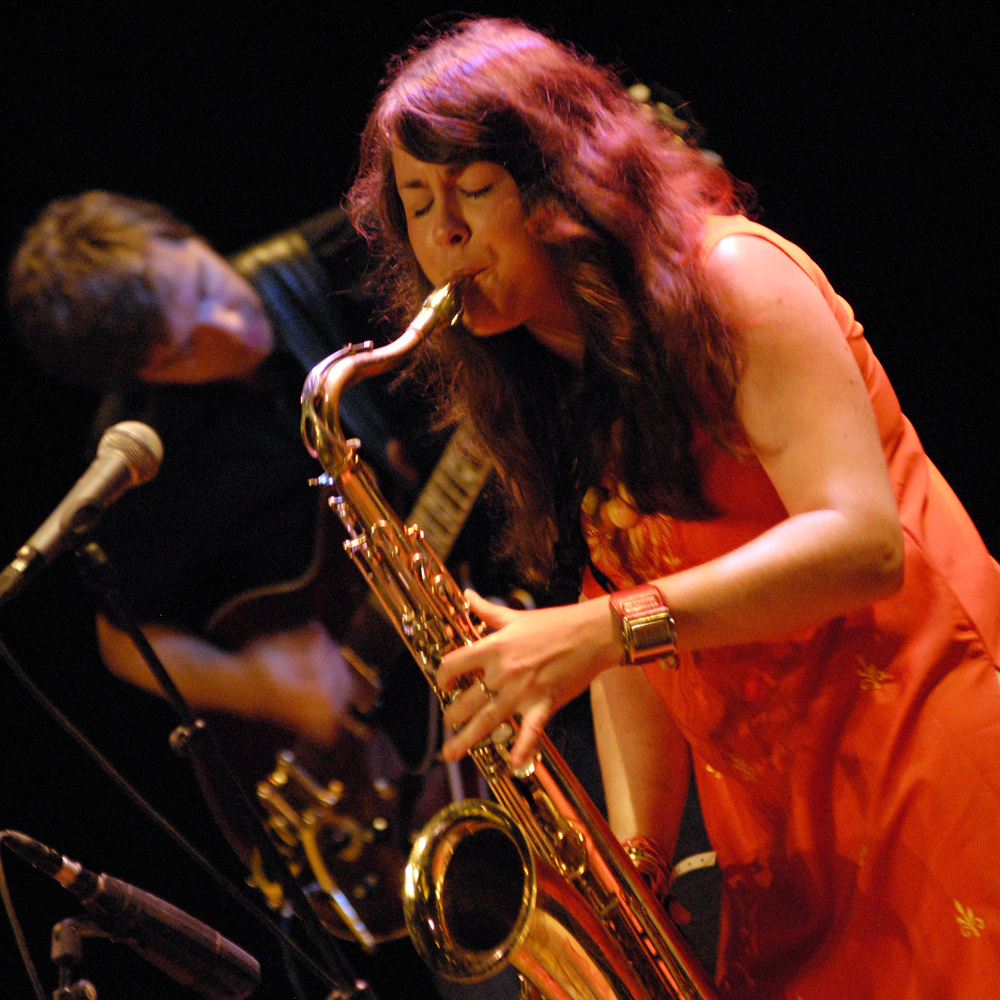
Elin Larsson Forkelid (2009)

Elin Larsson Forkelid (* 5. November 1984 als Elin Larsson) ist eine schwedische Jazzmusikerin (Tenor- und Sopransaxophon, Komposition). 

## Leben und Wirken
Forkelid begann, nachdem sie zuvor in Chören sang und Klavier spielte, im Alter von 14 Jahren mit dem Saxophonspiel. Mit 20 Jahren begann sie ihr Studium an der Königlichen Musikhochschule in Stockholm. Fünf Jahre nach Beginn ihres Studiums präsentierte sie ihr Debütalbum Live and Alive. Für diese CD, für die sie auch komponierte, erhielt sie 2010 von Sveriges Radio den Jazzkatten als „Newcomer des Jahres“. Im selben Jahr wurde sie ausgewählt, um für Schweden im European Jazz Orchestra zu spielen – als erste Tenorsaxophonistin, die in dieser Formation auftrat.
Forkelid gilt als eine der interessantesten Saxophonistinnen der schwedischen Jazzszene. Zu ihrer eigenen Elin Larsson Group, mit der weitere Alben folgten, gehörten der Posaunist Kristian Persson, der Gitarrist Henrik Hallberg, der Kontrabassist Niklas Wennström und der Schlagzeuger Johan Käck. Mit der Band gewann sie 2013 den Lars-Gullin-Preis. Gemeinsam mit Mattias Ståhl, David Stackenäs, Vilhelm Bromander und Jon Fält entstand ihr Album Plays John Coltrane (2020).
Forkelid bildete mit David Stackenäs, Mauritz Agnas und Anna Lund das Quartett Sol Sol, das zwei Alben vorlegte. Sie ist weiterhin Mitglied in Anna Högbergs Attack, PACE sowie dem Oya Sextet. Mats Gustafsson holte sie in sein Fire! Orchestra, wo sie auch an den ersten Alben sowie auf Echoes (2023) beteiligt war. Sie hat auch mit Lina Nyberg, Susana Santos Silva, Jan Allan, Anne Paceo, Rigmor Gustafsson, Georg Riedel, Lena Willemark und vielen anderen gespielt. Sie ist mit dem Pianisten Adam Forkelid verheiratet. 2019 wurde sie vom Riksförbundet Svensk Jazz mit dem Jazzkannan ausgezeichnet. 2024 legte sie das Album Songs to Keep You Company on a Dark Night vor. Zu hören ist sie u. a. auch auf dem Album  Jorden vi ärvde (2025) des Vilhelm Bromander Unfolding Orchestra.